# Rubén Sosa
Ruben Sosa Arzaiz (født 25. april 1966 i Montevideo, Uruguay) er en tidligere uruguayansk fodboldspiller, der spillede som angriber hos flere sydamerikanske og europæiske klubber, samt for Uruguays landshold. Af hans klubber kan blandt andet nævnes Real Zaragoza i Spanien, Lazio og Inter i Italien, samt tyske Borussia Dortmund.

## Landshold
Sosa spillede i årene mellem 1984 og 1995 46 kampe for Uruguays landshold, hvori han scorede 19 mål. Han repræsenterede sit land ved VM i 1990 og var desuden med til at vinde Copa América i både 1987 og 1995.